# Constantin Doukas
Constantin Doukas, porphyrogénète, (en grec : Κωνσταντῖνος Δούκας Πορφυρογέννητος), né vers 1074, mort vers 1095, est co-empereur byzantin de 1074 à 1078 avec son père, Michel VII Doukas et de 1081 à 1087/1088 avec Alexis Ier Comnène.
Tout espoir d'accéder au trône dut être abandonné, la première fois lorsque Nicéphore III Botaniatès renversa Michel VII Doukas, la deuxième lorsqu'un fils naquit à Alexis Ier lequel remplaça Constantin par son fils Jean comme coempereur. Constantin avait tous les motifs pour détester Alexis Ier. Toutefois, retiré dans son domaine près de Serrès, il lui restera fidèle, prévenant même l’empereur d’un complot ourdi alors qu’Alexis séjournait chez lui.

## Origine et description
Constantin appartenait à la famille de la haute aristocratie byzantine des Doukas, l’une des plus anciennes familles de l’empire. Avant lui, son père, Michel VII Doukas (né vers 1050- mort 1090), fils de Constantin X (1059-1067), avait régné de 1071 à 1078.
Sa mère, Marie d’Alanie, appartenait à la famille royale de Géorgie et était fille de Bagrat IV, roi de Géorgie (1027-1072). Elle avait épousé en secondes noces l’empereur byzantin Nicéphore Botaniatès. 
Ses biographes sont unanimes pour décrire Constantin comme une personne charmante tant au physique qu’au moral.
« De belle apparence, de caractère impérial, de force physique imposante et de courage viril. » Georges Torinkès. 251.22-23.
« Son visage formait un cercle parfait; ses yeux étaient bleu-gris, grands et emplis de sérénité; ses sourcils formaient une ligne droite; légèrement séparés à la base du nez, ils se courbaient légèrement vers les tempes. » Psellos, Chronographie, VIIc 8-12.
« [L’air de son visage] traduisait un caractère ni humble, ni hautain, mais charmant et animé par un souffle divin. » Psellos, Chronographie, VIIc 16-19.
Des années plus tard, Anne Comnène décrira ainsi son premier fiancé : « Le jeune homme avait la beauté d’une ‘statue vivante’, un ‘chef-d’œuvre’ pourrait-on dire sorti directement des mains de Dieu. Aux yeux de tous ceux qui l’approchaient, il était d’une beauté telle qu’il semblait appartenir à cet Âge d’or inventé par les Grecs. » Alexiade, I, 12; voir aussi III, 1.

## Biographie

### Héritier du trône et coempereur
Trois ans après l’avènement de Michel VII, Constantin Doukas naquit dans la salle de porphyre du grand palais impérial où venaient traditionnellement au monde les enfants impériaux et put de ce fait recevoir, comme son oncle Constantin Doukas, le qualificatif de « porphyrogénète ». Fils unique, et dès lors héritier du trône, il fut couronné coempereur peu après sa naissance.
Pour se prévenir d’une invasion normande, son père décida de le fiancer dès sa naissance à Olympie (renommée Hélène après son entrée dans l’Église orthodoxe) de Hauteville, la fille de Robert de Hauteville, dit Guiscard (le rusé, l’Astucieux) ,. Cet aventurier normand, issu du duché de Normandie, avait d’abord mené une vie de mercenaire à côté de son frère en Italie avant de devenir comte d’Apulie. Il combattit à la fois le pape et l’empereur avant de se ranger du côté du pape Nicolas II qui le fit en 1059 duc d’Apulie, de Calabre et de Sicile en échange du versement d’une rente annuelle. Mais s’il s’engagea à porter la bannière papale au combat, il se servit surtout de l’Église pour élargir ses possessions. En 1071, il s’empara de Bari, la dernière possession byzantine dans le sud de l’Italie. Les fiançailles de sa fille avec le prince héritier Constantin confirmait ses visées sur l’empire byzantin. 
Toutefois, les chances de Constantin d’accéder au trône furent annihilées par une suite d’évènements.  
Pendant son règne, Michel VII ne fut guère populaire. L’influence qu’exerça sur lui son précepteur, l’érudit Michel Psellos, l’orientait surtout vers les choses de l’esprit. Il s’entoura de courtisans incompétents et abandonna la direction de l’empire à son ministre des Finances, Nicéphoritzès, lequel après avoir écarté Michel Psellos, négligea les forces armées et introduisit un monopole étatique sur la vente du blé pour satisfaire les gouts de luxe toujours plus grands de la cour. Le cout du pain, qui ne cessait d’augmenter alors que son volume diminuait, vaudra du reste à Michel VII le surnom peu flatteur de « parapinakes » (un quart de moins). Cette politique économique désastreuse eut pour conséquence un affaiblissement de la puissance militaire de l’empire alors même que, depuis la bataille de Mantzikert, s’accélérait la progression des Turcs en Asie mineure. 
Le mécontentement général de la population devait servir les intérêts de généraux ambitionnant de devenir eux-mêmes empereurs. L’année même de la naissance de Constantin, Michel VII avait dû faire la lutte à son propre frère, le césar Jean Doukas qui avait été proclamé empereur par le commandant des troupes normandes en révolte, Roussel de Bailleul,. Ayant licencié une partie des troupes régulières, Michel VII dut faire appel à des mercenaires, y compris turcs, pour mater la révolte et s’emparer de Jean. En contrepartie de l’aide des Seldjoukides, l’empereur fut dans l’obligation de reconnaitre leurs conquêtes en Anatolie.
À Constantinople, ces développements de même que la dépréciation massive de la monnaie favorisèrent les révoltes. En 1077/1078, deux révoltes éclatèrent : une en Europe dirigée par Nicéphore Bryenne, le duc de Dyrrachium, et une autre en Asie ayant à sa tête Nicéphore Botaniatès, le stratège du thème des Anatoliques. En novembre 1077, Nicéphore Bryenne entra en empereur dans sa ville natale d’Andrinople et de là envoya son armée à l’attaque de Constantinople. Le prenant de vitesse, Nicéphore Botaniatès après s’être assuré de l’appui de Soliman, cousin du sultan Alp Arslan, s’empara de Nicée et, profitant d’une révolte à Constantinople, entra dans la capitale le 24 mars 1078 où il fut couronné le même jour par le patriarche Cosme Ier sous le nom de Nicéphore III.  Il ne restait plus à Michel VII qu’à abdiquer et à se retirer au monastère du Studion à Constantinople.
Avec l’abdication de son père, le jeune Constantin aurait dû devenir le prétendant au trône. Mais comme il n’avait que quatre ans, Michel décida plutôt de nommer son propre frère, Constance, comme son successeur. Constantin perdait ainsi son titre de coempereur et ses fiançailles avec Hélène de Haute-Rive furent rompues, cette dernière étant reléguée dans un couvent. Constance dut cependant s’incliner devant Nicéphore Botaniatès et fut exilé par celui-ci dans l’ile des Princes où il fut contraint à se faire moine.

### Sous Nicéphore III
Nicéphore tenta de légitimer son coup de force par une alliance matrimoniale avec la maison des Doukas. Déjà en 1067, il avait cherché à obtenir la main d’Eudokia Makrembolitissa, la veuve de son grand-père, l’empereur Constantin X alors décédé; celle-ci toutefois lui avait préféré le général Romain Diogène qui devait régner de 1068 à 1071 sous le nom de Romain IV Diogène.
Après qu’une deuxième tentative de mariage avec Eudokia Makrembolitissa eut échoué à la mort de Romain IV, Nicéphore épousa en 1078 la mère de Constantin, Marie d’Alanie, contrairement aux règles du droit canon puisque le mari légitime de celle-ci, l’empereur Michel VII, était encore vivant. Celle-ci accepta probablement cette transaction afin de sauvegarder les droits de son fils Constantin au trône,.
Toutefois, Nicéphore qui s’était déjà aliéné la sympathie populaire en épousant la femme de son prédécesseur, devait susciter l’ire de cette même population en nommant son neveu, Nicéphore Synadenos, comme successeur, s’aliénant ainsi à la fois la maison des Doukas et Alexis Comnène dont la femme était une Doukas,.
Robert Guiscard, maintenant tout puissant dans le sud de l’Italie, voyait s’évanouir son plan de contrôler Byzance par l’intermédiaire de son beau-fils Constantin. Sous prétexte de protéger les droits de ce dernier, il déclara alors la guerre à l’Empire byzantin.
Pour se protéger contre une éventuelle invasion, Nicéphore III nomma le général Alexis Comnène, qui s’était déjà distingué dans la répression de révoltes, commandant en chef des armées. Mais Alexis, neveu du basileus Isaac Ier Comnène, aspirait lui-même au trône. Les adversaires de Nicéphore, en particulier la fraction de l’aristocratie qui appuyait la famille Doukas, y virent une occasion de déposer l’empereur détesté.
Deux femmes devaient être les têtes dirigeantes de la conspiration, partageant le même but, la chute de Nicéphore, mais ayant des visées différentes. La première, Marie d’Alanie, mère de Constantin, espérait protéger les droits de son fils au trône. Dans ce but, elle s’était assurée du concours du précepteur de Constantin, le philosophe Théophylacte d’Ohrid qui rédigea à l’intention de celui-ci un manuel, « L’Éducation des princes ». Comme prix de ses efforts, celui-ci fut nommé en 1078 archevêque d’Ohrid qui devait rapidement être repris par les Bulgares. 
Mais la puissance véritable était Anne Dalassène, l’une des femmes politiques les plus redoutables qu’ait connu l’Empire byzantin, laquelle avait pour but de voir le trône échoir à son propre fils, le général Alexis Comnène. Elle avait déjà commencé les préparatifs en ce sens dès 1077 en s’assurant de l’appui  indispensable de la maison des Doukas grâce au concours du césar Jean Doukas, le grand-oncle de Constantin, maintenant doyen de la maison. C’est ainsi qu’elle arrangea en 1077 les fiançailles et en 1078 le mariage d’Irène Doukaina, fille d'Andronic Doukas et petite-fille du césar Jean, et de son fils Alexis Comnène. L’entrevue de Tzurullon (Grèce) entre Jean Doukas et Alexis Comnène scella l’alliance entre les deux maisons rivales. 
Les détails de l’intrigue tissée par Anne Dalassène afin de faire tomber Nicéphore III nous sont connus grâce à l’Alexiade, œuvre  partiale mais bien documentée, rédigée par Anne Comnène à la mémoire de son père Alexis Ier. Anne Dalassène parvint à noyer les soupçons de Nicéphore jusqu’à ce que ses fils Isaac et Alexis Comnène fassent leur entrée à Constantinople le 1er avril 1081. Restait à décider qui, d’Isaac ou d’Alexis, serait le prochain empereur. Bien qu’étant l’ainé, Isaac ne tenait pas à devenir empereur; la partie fut enlevée par l’armée qui se rangea aux côtés d’Alexis lequel parvint à une entente avec un autre prétendant, Nicéphore Mélissénos, son beau-frère, qui avait proposé le partage de l’empire entre les deux hommes; Alexis proposa plutôt que lui-même devienne le seul empereur et que Nicéphore ait le rang de « césar » ou de second dans l’empire,. Il ne restait plus à Nicéphore III, qui ne comptait guère de partisans, qu’à abdiquer et à se retirer dans un couvent. 
Constantin était enfin libéré de son beau-père, mais ne se rapprochait pas du trône pour autant puisqu’Alexis Comnène fut couronné empereur le 4 avril 1081.

## Coempereur et héritier présomptif sous AlexisIer
Dès le début du règne la trêve précaire entre les Comnène et les Doukas menaça d’être rompue. Alors qu’à titre d’épouse de l’ex-basileus Marie d’Alanie aurait dû quitter le grand palais pour faire place à la nouvelle impératrice, Alexis relégua son épouse légitime, Irène, ainsi que sa famille et le césar Jean dans un des petits palais alors que lui-même s’installait avec Marie au Boucoleon. Devant l’indignation populaire provoquée par l’insulte faite à la basilissa légitime, Marie d’Alanie finit par accepter de quitter le Boucoleon, mais non sans avoir obtenu que Constantin soit proclamé coempereur et héritier légitime du trône. À ce titre, il devait contresigner tous les documents rédigés par Alexis et accompagner celui-ci lors des cérémonies officielles,. Et pour que cette position ne puisse être contestée par Jean Comnène, Constantin fut fiancé dès la naissance de celle-ci à Anne Comnène, la fille ainée de l’empereur, elle aussi « porphyrogénète », le 2 décembre 1083. Satisfaite, Marie d'Alanie alla s’installer avec Anne Comnène et Constantin dans le palais de la Mangana.

## Fin des espoirs et mort
Peu après, un nouvel évènement devait survenir rendant encore plus improbable la possibilité pour Constantin d’accéder au trône de son père et de son grand-père : en 1087, Irène Doukaina, cousine de Constantin, donnait un fils à l’empereur Alexis Ier, lequel pouvait ainsi créer une nouvelle dynastie. 
Cette nouvelle situation et un complot tramé contre lui amena Alexis à retirer à Marie d’Alanie le titre d’impératrice et à la reléguer dans un couvent. Constantin lui-même perdit son titre de coempereur en 1088, lequel fut transféré à Jean, le futur Jean II quatre ans plus tard. Toutefois, selon Nicéphore Bryenne, c'est moins la naissance de Jean que la grave maladie qui devait finalement emporter Constantin vers 1095/1096 qui fut la raison pour laquelle celui-ci perdit ses droits à la succession
Constantin se retira alors dans son domaine de Pentegostis, près de Serrès en Macédoine centrale, mais resta en bons termes avec le reste de la famille impériale. Il participa même, à ses propres frais, à la campagne conduite en 1094 par l’empereur Alexis contre le prince serbe Vukan. Ayant accueilli Alexis dans ses terres au retour de la campagne, il le prévint même du complot que Nicéphore Diogène tramait contre lui,. Il mourut sur ses terres vers 1095/1097, dernier survivant de la Maison des Doukas.

## Famille
Constantin Doukas porphyrogénète fut marié deux fois :
1. Août 1074, avec Olympia (renommée Hélène) de Hauteville. Séparé en 1078. Elle était la fille de Robert Guiscard, duc d’Apulie et de Calabre (1057-1085) et de son deuxième mariage avec Sichelgaita de Salerne.
2. 1084, avec Anne Comnène Doukaina porphyrogenète, l’auteure de l’Alexiade. Les fiançailles furent rompues en 1090/1091. Celle-ci épousa Nicéphore Bryenne en 1097, général d’Alexis Ier. Elle était la fille ainée d’Alexis Comnène (1081-1118) et d’Irène Doukaina (1066-1123/1133).
Par la suite Constantin demeura célibataire et n’eut pas de progéniture.